# 劉春霖
劉 春霖（りゅう しゅんりん）は、清末民初の官僚、中国史上最後の状元。字は潤琴、号は石雲。

## 人物
1904年（光緒30年）に実施された中国史上最後の科挙において甲辰科状元となった。その後翰林院修撰に任じられ、研究員として日本に派遣された。1907年（光緒33年）に帰国し、直隷法政学校提調、北洋女子師範学校監督等を歴任する。
1911年（宣統3年）に辛亥革命が発生すると一時隠棲するものの、後に北洋政府の大総統に就任した袁世凱に招致されて総統府内史に、1917年（民国6年）には中央農事試験場の所長に就任している。徐世昌、曹錕の時代には総統府秘書を務め、後に直隷省教育監督、直隷自治準備処処長を務めた。
1928年（民国17年）に引退、上海や北京で余生を送っている。1944年（民国33年）に心臓病により死去、享年73（満71歳）。

## 逸話
1904年（光緒30年）の殿試における状元は広東省出身の「朱汝珍」であったが、太平天国の洪秀全、戊戌政変の康有為及び梁啓超、辛亥革命の孫文らが広東出身であったことから広東出身者は反乱を好むとの俗説が生まれ、また「珍」が妃と同字であったことからこれを忌諱、更に当時旱魃に見舞われていたことから「霖」「粛」の字を好み、最終的に直隷省出身の「劉春霖」が状元に選ばれ、「朱汝珍」は第三位の榜眼とされた。